# Occupation de Gori
Deuxième Guerre d'Ossétie du Sud
Batailles
- Bataille de Tskhinvali
- Bataille de la Vallée de Kodori
- Bataille des côtes d'Abkhazie
- Raids sur Poti
- Prise de Gori
- Opération Assured Delivery

L’occupation de Gori a été la prise de la ville géorgienne de Gori et les villages qui l'entourent par les forces russes, qui a débuté le 13 août 2008 dans le cadre de la deuxième guerre d'Ossétie du Sud, et a pris fin avec le retrait des unités russes de la ville le 22 août 2008.

## Déroulement de la bataille

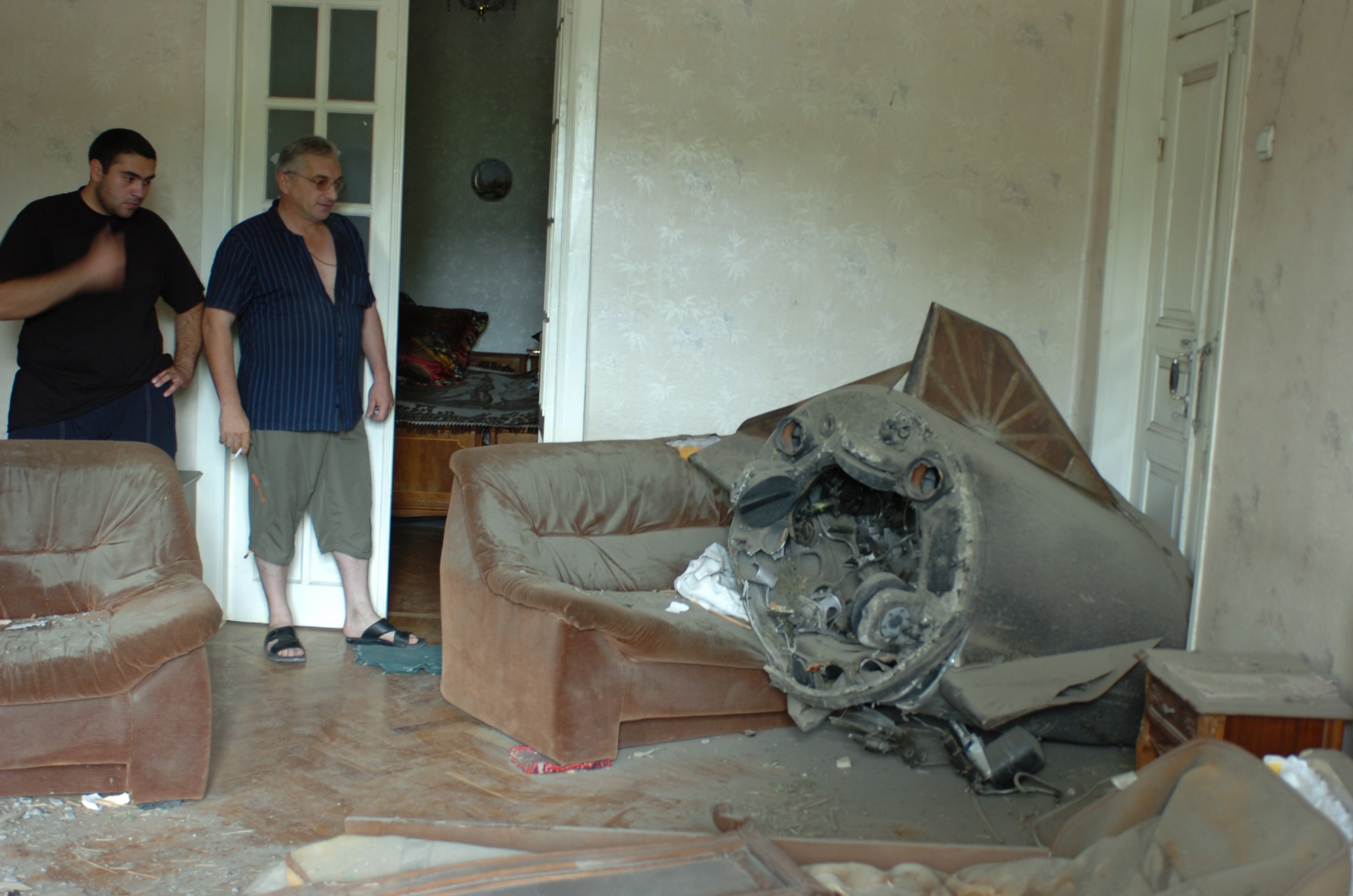
Missile russe ayant atterri dans une maison à Gori.

Après le début de la confrontations entre l'armée russe et géorgienne, le 7 août, l'aviation russe bombarde des cibles militaires dans la banlieue de la ville géorgienne de Gori. L'attaque aurait également fait des victimes parmi les civils, ce que la Russie dément officiellement le 13 août. Après la prise de Poti, les Russes (des éléments de la 58e armée de l'air russe, appuyés par la milice ossète) lancent un assaut sur la ville de Gori alors que les unités géorgiennes sont en pleine déroute. La bataille voit le démantèlement de l'armée géorgienne.

## Occupation russo-ossète
Le 17 août, Human Rights Watch accuse les milices sud-ossètes d'avoir attaqué des civils géorgiens, accusation soutenue par l'ONG russe de défense des droits de l'homme Memorial qui parle de « pogroms ». 

## Retrait russo-ossète
Le 22 août, les unités russes et sud-ossètes se retirent de la ville, laissant son contrôle aux forces de l'ordre géorgiennes.